# Curtis Good
Curtis Edward Good (* 23. März 1993 in Melbourne) ist ein australisch-englischer Fußballspieler.

## Karriere

### Verein
Curtis Good erlernte das Fußballspielen in den Jugendmannschaften von Box Hill United und dem Nunawading City FC sowie in den Sporteinrichtungen Victorian Institute of Sport und FFA Centre of Excellence. Seinen ersten Vertrag unterschrieb er Ende Februar 2011 beim Melbourne Heart FC. Der Verein aus Melbourne spielte in der höchsten Liga des Landes, der A-League Men. Nach 24 Erstligaspielen wechselte er Ende Juli 2012 nach Europa. Hier unterschrieb er in England einen Vertrag beim Erstligisten Newcastle United. Ende November 2012 wurde er an den englishcne Zweitligisten Bradford City ausgeliehen. Bis Anfang März 2013 bestritt er für den Verein aus Bradford drei Ligaspiele. Der schottische Erstligist Dundee United lieh ihn die Rückrunde der Saison 2012/14 aus. Für den Verein aus Dundee bestritt er vier Erstligaspiele. Für Newcastle kam er bis Vertragsende lediglich in der zweiten Mannschaft zum Einsatz. Nachdem sein Vertrag am 30. Juni 2018 endete, war er bis Mitte September 2018 vertrags- und vereinslos. Am 18. September 2024 kehrte er nach Australien zurück. Hier nahm ihn sein ehemaliger Verein Melbourne City FC, ehemals Melbourne Heart FC, unter Vertrag. Am Ende der Saison 2020/21 feierte er mit dem Verein die australische Meisterschaft. Das Grand Final gegen den Sydney FC gewann man mit 3:1. Die folgenden drei Spielzeiten stand er mit Melbourne ebenfalls im Grand Final. Hier musste man sich jedoch Western United (2022) und den Central Coast Mariners (2023 und 2024) geschlagen geben. Nach 133 Ligaspielen, in denen er sieben Treffer erzielte, wechselte er im Juli 2024 zum thailändischen Erstligisten Buriram United. Am Ende der Saison 2024/25 feierte er mit Buriram die Meisterschaft. Im Mai 2025 gewann er mit Buriram die ASEAN Club Championship. Hier konnte man sich gegen den vietnamesischen Vertreter Công An Hà Nội FC in zwei Endspielen durchsetzen. Am 24. Mai 2025 stand er mit Buriram im Finale des FA Cups, das man mit 3:2 gegen den Erstligisten Muangthong United gewann. Eine Woche später stand er mit dem Verein im Finale des Thai League Cup. Hier schlug man im BG Stadium den Erstligisten Lamphun Warriors FC mit 2:0.

### Nationalmannschaft
Curtis Good spielte 2012 dreimal in der australischen U19-Nationalmannschaft. Mit der Mannschaft nahm er an der Asienmeisterschaft 2012 teil. Im Halbfinale musste man sich jedoch dem Irak mit 2:0 geschlagen geben. Von 2012 bis 2013 bestritt er fünf Spiele in der U20-Nationalmannschaft. Im Juni 2013 nahm er mit dem Team an der U20-Weltmeisterschaft in der Türkei teil. In der Gruppenphase belegte man den letzten Tabellenplatz und schied somit aus dem Turnier aus. Sein Debüt in der A-Nationalmannschaft gab Good am 5. März 2014 in einem Freundschaftsspiel gegen Ecuador. Bei der 4:3-Niederlage stand Good in der Startelf und wurde in der 68. Minute gegen Alex Wilkinson ausgewechselt.

## Erfolge
Melbourne City FC
- Australischer Meister: 2020/21

Buriram United
- Thailändischer Meister: 2024/25
- ASEAN Club Championship-Sieger: 2024/25
- Thailändischer Pokalsieger: 2024/25
- Thailändischer Ligapokalsieger: 2024/25